# Великуша (Вологодская область)
Великуша — деревня в Кичменгско-Городецком районе Вологодской области.
Входит в состав Кичменгского сельского поселения (с 1 января 2006 года по 1 апреля 2013 года входила в Плосковское сельское поселение), с точки зрения административно-территориального деления — в Еловинский сельсовет.
Расстояние до районного центра Кичменгского Городка по автодороге составляет 37 км. Ближайшие населённые пункты — Юшково, Остапенец, Еловино.
Население по данным переписи 2002 года — 36 человек (17 мужчин, 19 женщин). Преобладающая национальность — русские (94 %).